# Catedral de San Pablo (Yakima)
La Catedral de San Pablo  (en inglés: St. Paul Cathedral) Es un edificio religioso que se ubica en Yakima, Washington, Estados Unidos, es una catedral católica y una iglesia parroquial en la diócesis de Yakima.
Cuatro Misioneros Oblatos de María Inmaculada fueron los primeros sacerdotes católicos en visitar el valle del río Yakima. Los Padres Charles Pandosy, Casimir Chirouse, George Blancehett y el Padre Richard establecieron la Misión de San José en 1847. Llegaron por invitación del jefe de la tribu Owhi Yakima.
La primera misa de la parroquia de St. Paul fue celebrada el 19 de marzo de 1914, que era domingo de Pascua, en la capilla del Hospital St Elizabeth en Yakima. Doscientas personas asistieron a la liturgia celebrada por el primer pastor de la parroquia, el reverendo Robert Armstrong. Armstrong compró cinco acres de tierra más tarde ese mismo año para la parroquia. La iglesia Estaba limitado por las calles Chestnut y Walnut, y las avenidas 14 y 12.
La Excavación para la actual iglesia se inició el 8 de febrero de 1926. El arquitecto con un proyecto de iglesia española de estilo colonial del renacimiento fue John Maonly. Armstrong celebró la primera misa en la iglesia una vez más el Domingo de Pascua, el 18 de abril de 1927.

## Véase también

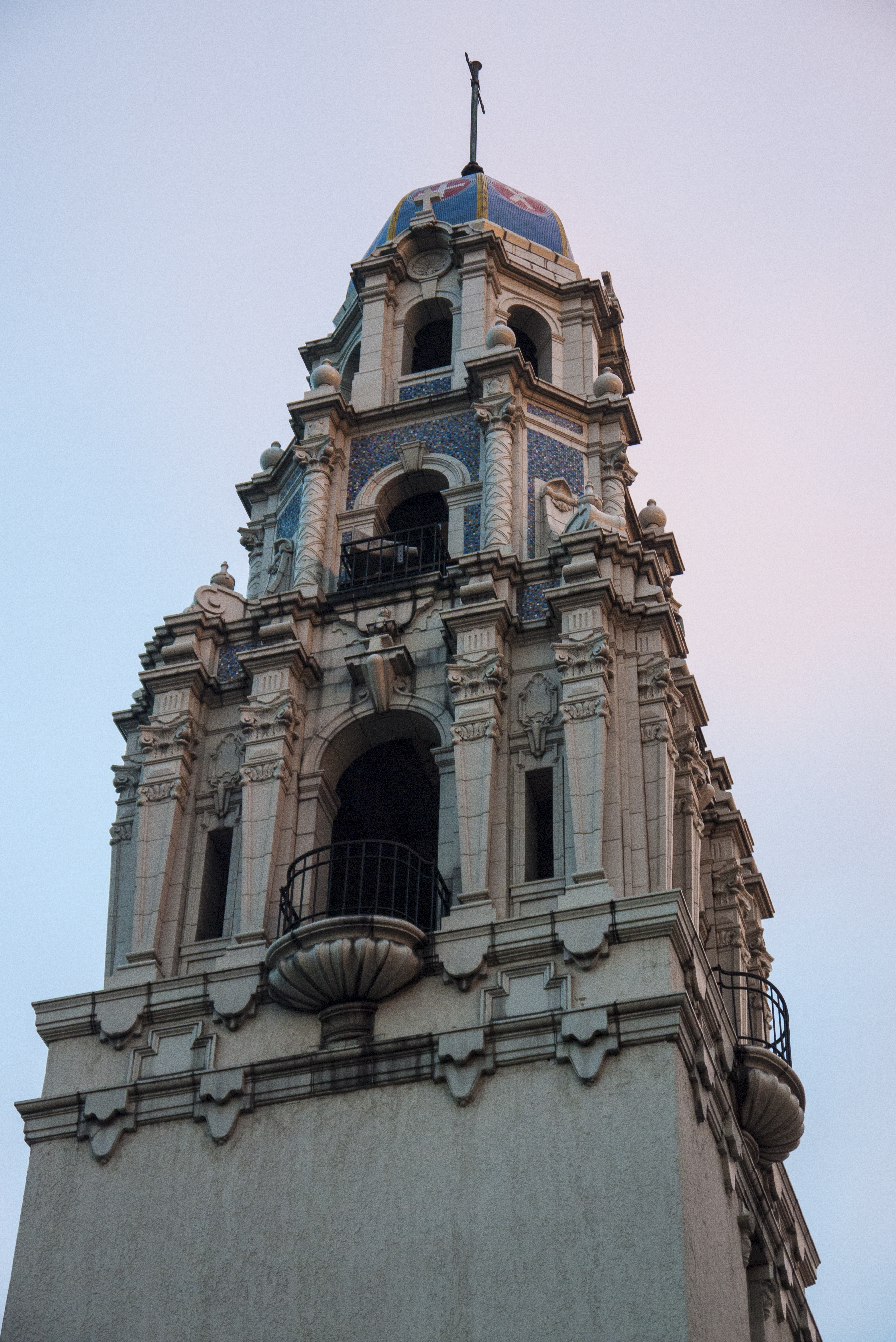
Vista de la torre